# 12365 Yoshitoki
12365 Yoshitoki este un asteroid din centura principală de asteroizi.

## Descriere
12365 Yoshitoki este un asteroid din centura principală de asteroizi. A fost descoperit pe 17 decembrie 1993 la Ōizumi de Takao Kobayashi. Asteroidul prezintă o orbită caracterizată de o semiaxă mare de 3,17 ua, o excentricitate de 0,03 și o înclinație de 14,8° în raport cu ecliptica.